# Bistum Kimberley
Das Bistum Kimberley (lateinisch Dioecesis Kimberleyensis, englisch Diocese of Kimberley) ist eine in Südafrika gelegene römisch-katholische Diözese mit Sitz in Kimberley.

## Geschichte
Das Bistum Kimberley wurde am 4. Juni 1886 durch Papst Leo XIII. aus Gebietsabtretungen der Apostolischen Vikariate Kap der Guten Hoffnung, östliches Distrikt und Natal als Apostolisches Vikariat Kimberley in Orange errichtet. Am 8. Mai 1894 gab das Apostolische Vikariat Kimberley in Orange Teile seines Territoriums zur Gründung der Apostolischen Präfektur Basutoland ab.
Das Apostolische Vikariat Kimberley in Orange wurde 1918 in Apostolisches Vikariat Kimberley in Südafrika umbenannt. Am 26. November 1923 gab das Apostolische Vikariat Kimberley in Südafrika Teile seines Territoriums zur Gründung der Apostolischen Präfektur Kroonstad ab. Eine weitere Gebietsabtretung erfolgte am 9. April 1948 zur Gründung des Apostolischen Vikariates Pretoria. Das Apostolische Vikariat Kimberley in Südafrika gab am 11. Januar 1951 Teile seines Territoriums zur Gründung des Erzbistums Bloemfontein ab.
Am 11. Januar 1951 wurde das Apostolische Vikariat Kimberley in Südafrika durch Papst Pius XII. mit der Apostolischen Konstitution Suprema Nobis zum Bistum erhoben und in Bistum Kimberley umbenannt. Es wurde dem Erzbistum Bloemfontein als Suffraganbistum unterstellt. Am 2. April 1959 gab das Bistum Kimberley Teile seines Territoriums zur Gründung der Apostolischen Präfektur Bechuanaland ab.

## Ordinarien

### Apostolische Vikare von Kimberley in Orange
- Anthony Gaughren OMI, 1886–1901
- Matthew Gaughren OMI, 1902–1914

### Apostolische Vikare von Kimberley in Südafrika
- Herman Joseph Meysing OMI, 1929–1951, dann Erzbischof von Bloemfontein

### Bischöfe von Kimberley
- John Boekenfoehr OMI, 1953–1974
- Erwin Hecht OMI, 1974–2009
- Abel Gabuza, 2010–2018, dann Koadjutorerzbischof von Durban
- Duncan Theodore Tsoke, seit 2021